# Leopoldo Nachbin
Leopoldo Nachbin   (Recife, 7 de gener de 1922 - Rio de Janeiro, 3 d'abril de 1993) va ser un matemàtic brasiler.

## Vida i obra
Nachbin va néixer a Recife, fill de Jacob Nachbin, un intel·lectual polonès, i de Léa Drechter Lotty, una austríaca, tots dos jueus i immigrants al Brasil. El seu pare era un prestigiós hebraista que feia estudis d'història del poble hebreu per tot el món i l'educació del fill va recaure en la mare. Des de l'escola primària Joao Barbalho de Recife, va mantenir una forta amistat amb la futura escriptora Clarice Lispector, qui el considerava el seu primer protector. Van fer els estudis secundaris al Ginásio Pernambucano, on el professor Luiz Freire el va estimular a estudiar matemàtiques a la universitat. El 1938, amb diset anys, es va traslladar a Rio de Janeiro per començar estudis de matemàtiques a l'Escola d'Enginyeria de la universitat de Brasil (avui Universitat Federal de Rio de Janeiro), en la qual es va graduar el 1943. Durant els estudis també assistia com oient a les classes que matemàtics francesos visitants feien a la Facultat de Filosofia, coincidint amb Maurício Peixoto i Marília Chaves.
El 1944 es va incorporar a l'equip docent de la universitat de Rio i el 1948, va obtenir una beca per a fer estudis de post-grau a la universitat de Chicago, en la qual va romandre dos cursos. En retornar al Brasil, va ser nomenat professor del Centro Brasileiro de Pesquisas Físicas, que deixarà quasi immediatament en ser fundador, juntament amb Peixoto i altres, del Instituto de Matemática Pura e Aplicada (IMPA) i del que serà col·laborador fins al 1971. A partir de 1963, també va mantenir un estreta col·laboració amb la universitat de Rochester (estat de Nova York), primer com professor visitant i després com catedràtic contractat. El 1991 es va retirar de forma definitiva.
El 1956 es va casar amb Maria da Graça Mousinho amb qui va tenir tres fills: André (1957), Léa (1961) i Luís (1964), nascuts a Chicago, Rio de Janeiro i Rochester, respectivament.
Nachbin va publicar un centenar de treballs de recerca en matemàtiques, així com llibres de text i monografies. Les seves contribucions més notables se centren principalment en les àrees següents: topologia, espais vectorials topològics, teoria de l'aproximació,, conjunts convexos i holomorfia de dimensions infinites. D'especial rellevància són els seus treballs sobre espais real-compactes, anomenats espais de Hewitt-Nachbin.